# Ctenodactílids
Els ctenodactílids (Ctenodactylidae) són un grup de petits rosegadors robusts que viuen a Àfrica. Habiten en deserts rocosos a la part septentrional del continent. Aquesta família inclou cinc espècies vivents repartides en quatre gèneres, així com nombrosos gèneres i espècies extints. Es troben a la superfamília Ctenodactyloidea. Foren descoberts per naturalistes occidentals per primer cop a Trípoli el 1774.